# Rod Strachan
Rodney „Rod” Strachan (ur. 16 października 1955 w Santa Monica) – amerykański pływak. Złoty medalista olimpijski z Montrealu.
Największe sukcesy odnosił w stylu zmiennym. Zawody w 1976 były jego jedynymi igrzyskami olimpijskimi. Po złoto sięgnął na dystansie 400 metrów stylem zmiennym. W finale z wynikiem 4:23,68 pobił rekord świata. W 1973 był w tej konkurencji drugi na mistrzostwach świata.